# Туатал Техтмар
Туатал Техтмар (ірл. — Túathal Techtmar) — верховний король Ірландії — він же — Туахал Техтмар мак Фіаху Феннололах О'Ферадах Фіндехтнах. Роки правління: 80 — 100 рр. н. е. (згідно з «Історією» Джеффрі Кітінга) або 76—106 рр. н. е. (згідно з «Хроніками Чотирьох Майстрів»). Син верховного короля Ірландії Фіаху Фіннолаха (ірл. — Fíachu Finnolach), онук Ферадаха Фіндфехтнаха, предок королівських династій О'Нілів та королівських династій Коннахту. Предок таких славетних королів Ірландії як Конн Сто Битв та Кормак мак Арт Довга Борода. Герой багатьох ірландських легенд, міфів, переказів, бувальщин, скел (саг) та казок. Але всі легенди і скели які стосуються Туатала Техтмара позбавлені казкових і фантастичних подій — на диво реалістичні і буденні. Можливо тому історики, навіть прихильники «гіперкритичного» підходу до ірландських історичних переказів не сумніваються у його історичності.

## Життєпис

### Походження
Згідно з давніми ірландськими легендами, скелами та історичними переказами був сином верховного короля Ірландії Фіаху Фіннолаха (Фіаха Фіндолайда), який був повалений повстанцями. Повстанців очолили чотири регіональних королі Ірландії — чотирьох підвладних верховному королю дрібніших королівств — Мюнстера, Коннахта, Ленстера, Улада (Ульстера) — Фойрбе, Санб мак Кет мак Магах, Еохайд Айнхенн, Еллім мак Конрах. Титул верховного короля Ірландії в результаті отримав Еллім мак Конрах — король Ульстера. Під час його правління в Ірландії почався голод та чума — так Бог (боги) покарали країну за знищення законної влади.
Пізніші версії і джерела, зокрема «Lebor Gabála Érenn» стверджують, що матір'ю Туатала Техтмара була королева Ехьне Імгел (Ейтне Імгел) родом з королівства Альба (Албенех) (нинішньої Шотландії) чи то з Британії. Після повалення Фіаху Фіннолаха королева будучи вагітною Туаталом втекла разом з королем в Альбу (Албенех). А через 20 років Туатал повернувся в Ірландію і став на чолі повсталого війська. Ще інші джерела, зокрема Джефрі Кітінг стверджують, що Фіаху Фіннолах був убитий на бенкеті змовниками, а його мати, будучи вагітною, втекла до Шотландії.

### Прихід до влади
Туатал Техтмар довідавшись, що в Ірландії здійнялось повстання проти Еллім мак Конраха, повертається на Батьківщину і висаджується зі своїми загонами біля Ібнер Домнайнн, приєднується до повстанців, яких очолюють його брати — Фіаха Кассан та Фіндмалл. Загін чисельністю 600 воїнів рушив в похід на Тару (столицю верховних королів). Битва відбулась на горі Ахелл. Еллім мак Конрах був вбитий під час битви. Потім Таутал переміг у битвах по черзі королів Мунстера, Лейнстера та Коннахта, ватажків кланів, які не хотіли визнавати його владу. Потім він зібрав в Тарі ватажків різних ірландських племен, кланів, королів дрібних королівств при великому зібранні народу з різних земель Ірландії, які заприсяглися у вірності йому і його нащадкам. Це зібрання ввійшло в історію як «Свято Тари».

### Правління
Боротьба з регіональними правителями і вождями була тривалою. Перекази говорять про 35 битв проти Мунстера, і по 25 битв проти королівств Лейстер, Ульстер на Коннахт перш ніж вдалося утвердити владу по всій Ірландії. Після закріплення влади Туатал Техтмар видав закони про владу в Ірландії, взяв з кожного з чотирьох підвладних королівств частину земель для створення Міде — особистих володінь верховного короля Ірландії.
Туатал Техтмар наклав традиційну важку данину на королівство Лейнстер — борома («борама») — данину худобою через яку неодноразово потім спалахували конфлікти і війни. Історія накладання цієї данини наустить характер династичних та шлюбних конфліктів. У Туатала Техтмара були дві дочки — Фітір та Дафіне. Король Лейнстера Еоху Дамлен одружився зі старшою дочкою Фітір, бо в ті часи в Ірландії згідно звичаю не можна було видавати заміж молодшу дочку, доки не одружилася старша. Оточення короля Еоху почало кепкувати, що король одружився з гіршою з дочок. Тоді король Еоху Дамлен повідомив, що дружина померла. Туатал Техтмар надіслав йому іншу дочку як наречену. Але коли Дарфіне дізналася, що Фітір жива, з сорому наклала на себе руки. Фітір вчинила те саме дізнавшись про загибель Дарфіне. Ця подія стала причиною війни верховного короля з Лейнстером, хоча сам верховний король Туатал Техтмар не хотів цієї війни. Верховного короля Ірландії підтримали і королівства Улад та Коннахт. Битва відбуась під Рат Імміл, що потім стало зватися Гарб-тонах. Лейнстерці були розбиті, а король Еоху Дамлен загинув у битві разом двадцятьма іншими вождями кланів Лейнстера. Туатал Техтмар поставив королем в Лейстері Еоху сина Еоху Дамлена, але наклав на Лейнстер важку данину (Скела «Борома»).
Вважається, що Туатал Техтмар заснував низку городищ, руїни яких є зараз в графстві Тірон — Рат Мор та Клогер (Клоєр).
Висловлюються також припущення деяких істориків, що здобуття трону Туатал Техтмар відбулось внаслідок іноземного вторгнення в Ірландію британських племен чи навіть за підтримки Римської імперії, зацікавленої в тому, щоб з боку Ірландії не було нападів на її територію (Warner R. B. «Tuathal Techtmar..»). Але ці припущення не отримали загального визнання.

### Смерть
За свідченням скел та легенд Туатал Техтмар загинув у битві біля Дал Арайде від руки Мала мак Рокріде. Коли він загинув, «виповнилось йому 110 років, з яких він 30 правив Ірландією» (Скела «Борома»).

### Туатал Техтмар в літературі та фольклорі
Туатал Техтмар став героєм чисельних ірландських скел, легенд, міфів, переказів. Зокрема, скели «Борома».

#### Борома
(уривок скели)
Верховним королем Ірландії був Туатал Техтмар мак Фіаха Фіндолайд мак Ферадах Фіндехтнаха. Це він взяв Ірландію силою, це він вбив Елліма мак Конра у битві при Аїкл, що біля Тари, і змусив уладів тікати в двадцяти п'яти битвах, лейстерців у двадцяти п'яти битвах, мунстерців у тридцяти п'яти битвах і коннахтців у двадцяти п'яти битвах. І здійснив він це як помсту за свого батька і діда, яких вбили підвладні племена, яких переміг Туатал Техтмар у битвах.
Потім оселився він в Тарі і влаштував Свято Тари. Зійшлися до нього ірландці разом з жінками, хлопчиками та дівчатами. Поклядлися вони всіма стихіями, що не стануть замишляти проти його влади і влади його нащадків.
Ось королі п'яти королівств, що були на святі Тари: Фергус Фебайл — король Уладу, Еоган мак Айліль Еранд — правитель королівства Ку Роі, Еохо мак Дайре — правитель королівства Еохо, Конрах мак Лухта мак Дерга — король Коннахта, Еоху мак Еоху Дамлен — король Лейнстера.